# Мертон (боро)
Ме́ртон (англ. London Borough of Merton) — боро на південному заході Лондона.

## Історія

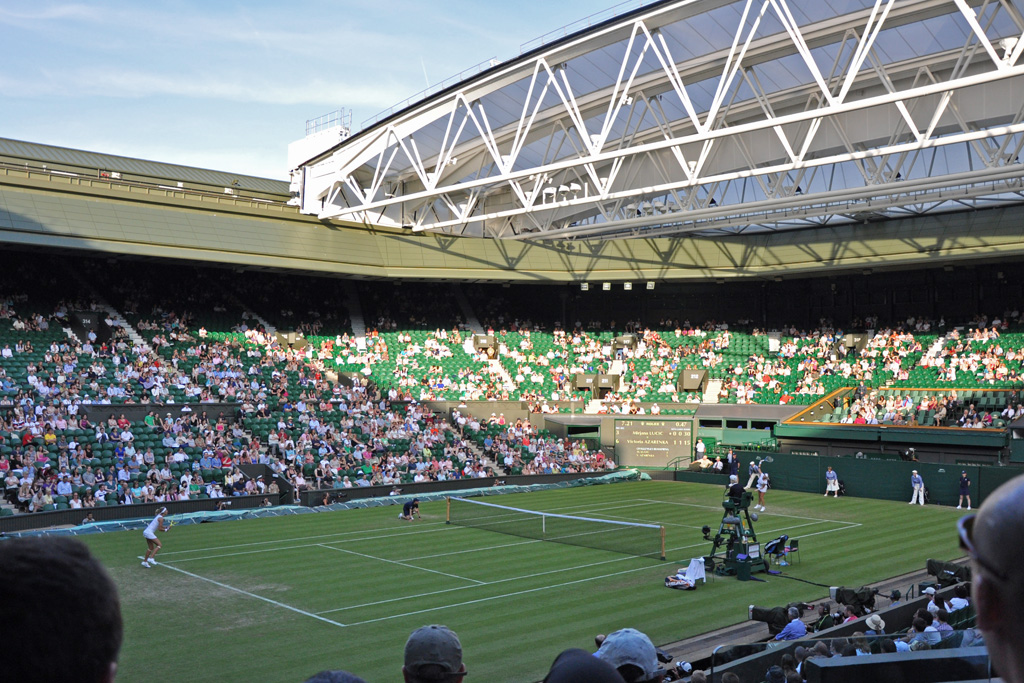
Всесвітньовідомий Вімблдонський турнір проводиться в Мертоні

Боро утворене 1965 року в результаті з'єднання боро Мітчем, Вімблдон та округу Мертон і Мортон. Назву нового утворення було обрано як компроміс між Вімблдоном і Мітчемом.

## Географія
Боро межує з Вандзвертом на півночі, Ламбетом і Кройдоном на сході, Саттоном на півдні, Кінгстоном-на-Темзі на заході.

## Райони
- Вімблдон
- Вімблдон Парк
- Кольєрс Вуд
- Лауер Морден
- Мертон Парк
- Мітчем
- Мітчем Коммон
- Морден
- Морден Парк
- Мостпур Парк (також входить до Кінгстона-на-Темзі)
- Нью-Мелден (також входить до Кінгстона-на-Темзі)
- Норбері (також входить до Кройдона)
- Південний Вімблдон
- Поллардз Гілл (також входить до Кройдона)
- Рейнс Парк
- Сент-Гельєр (також входить до Саттона)
- Саммерстаун